# Phaenocarpa lichasherstovi
Phaenocarpa lichasherstovi är en stekelart som beskrevs av Telenga 1935. Phaenocarpa lichasherstovi ingår i släktet Phaenocarpa och familjen bracksteklar. Inga underarter finns listade i Catalogue of Life.